# Ctenitis bigarellae
Ctenitis bigarellae là một loài dương xỉ trong họ Dryopteridaceae. Loài này được Schwartsb., Labiak & Salino mô tả khoa học đầu tiên năm 2007.
Danh pháp khoa học của loài này chưa được làm sáng tỏ. 